# Sandnes Idrettspark
Der Sandnes Idrettspark ist ein Fußballstadion mit Leichtathletikanlage in der norwegischen Stadt Sandnes, Provinz Rogaland. Die Anlage bietet 4.969 Plätze. Davon sind 1.680 überdachte Sitzplätze und 2.429 unüberdachte Sitzplätze sowie 860 Stehplätze.
Es ist die Heimspielstätte des norwegischen Fußball-Zweitligisten Sandnes Ulf, außerdem fanden hier die nationalen Leichtathletikmeisterschaften 1986, 2002 und 2010 statt.
Die Sitze der Nordtribüne erhielt man kostenlos von der 2004 abgerissenen Haupttribüne des Stavanger Stadions.
Sandnes Ulf plant momentan einen Stadionneubau. Am 17. Oktober 2016 stimmte der Stadtrat von Sandnes, trotz Einwänden der Anwohner und der Opposition, für den Bau des neuen Stadions. Als letztes müssen vor dem Baubeginn noch die Planung und die Finanzierung geklärt werden, dies will Vereinspräsident Tom Rune Espedal mit Hochdruck vorantreiben. Der Neubau soll ca. 7.600 Plätze bieten, 15 Mio. Euro kosten und in direkter Nachbarschaft zum Sandnes Idrettspark entstehen.

## Galerie

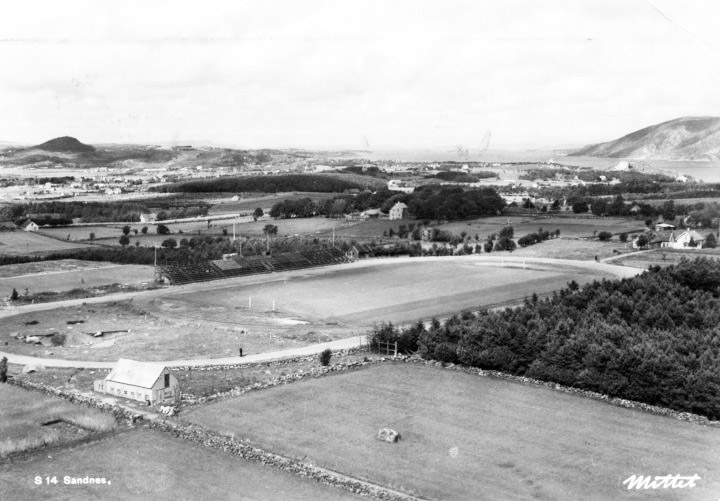
Das Stadion (1946)
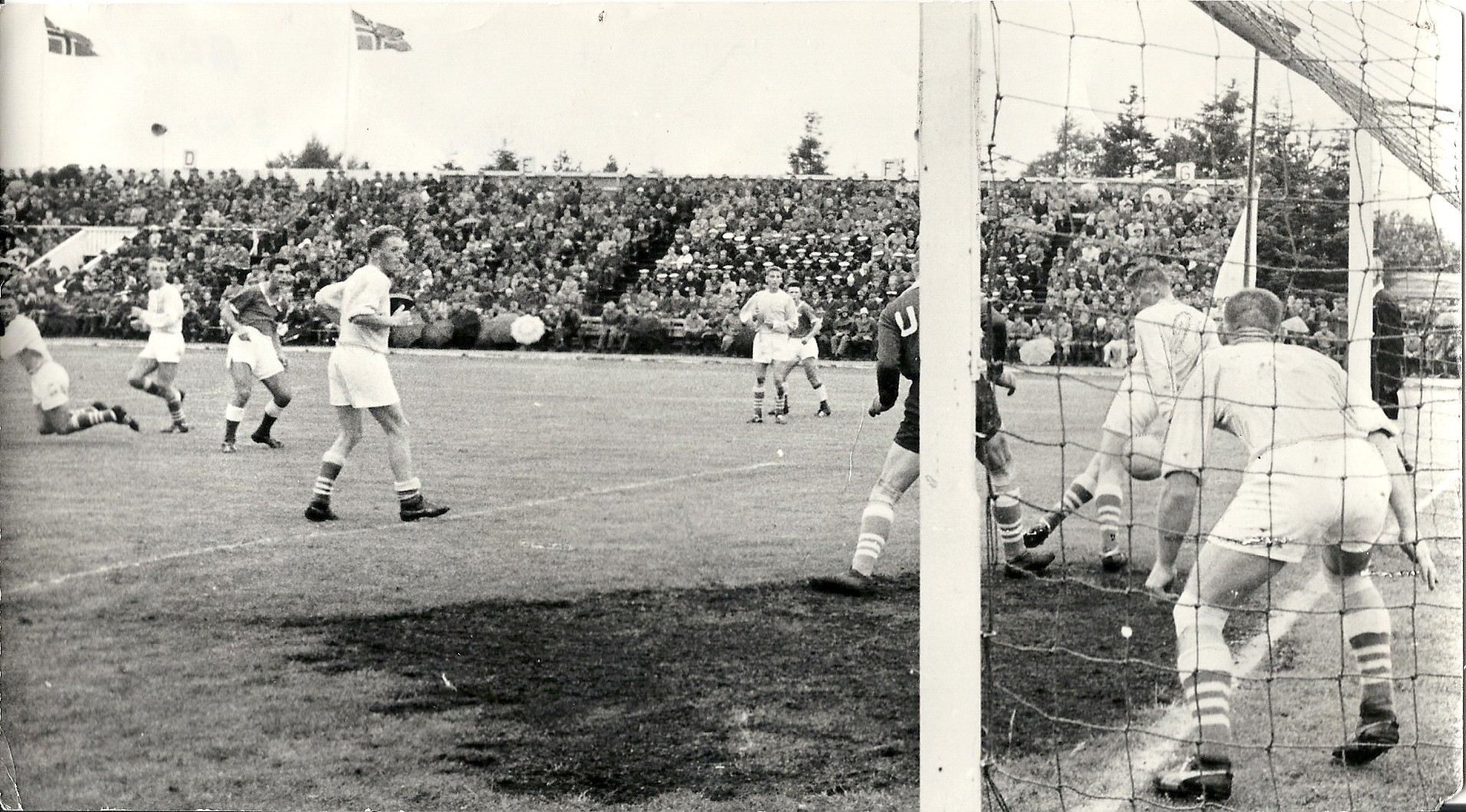
Pökalspiel zwischen Sandnes Ulf und Brann Bergen im Jahr 1962
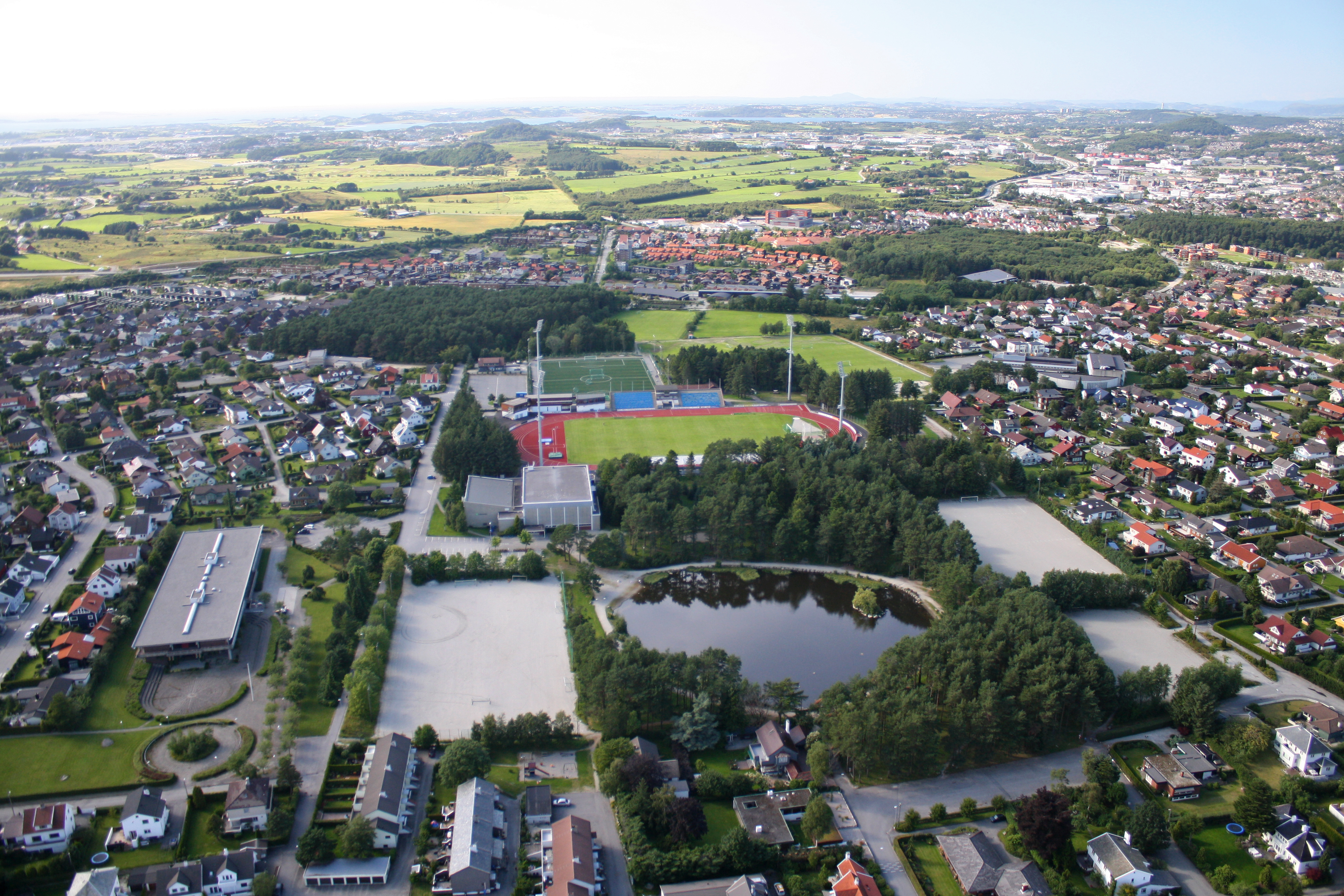
Das Sandnes Idrettspark aus der Luft